# Talègol de Waigeo
El talègol de Waigeo (Aepypodius bruijnii) és una espècie d'ocell de la família dels megapòdids (Megapodiidae) que viu en escàs nombre als boscos de muntanya de l'illa de Waigeo, prop de Nova Guinea.